# Росянка рораймская
Росянка рораймская (лат. Drosera roraimae) — насекомоядное растение, вид рода Росянка (Drosera) семейства Росянковые (Droseraceae), встречающееся в Гвианском нагорье.

## Описание
Листья овальной формы, плавно переходят в длинный черешок, собраны в прикорневую розетку. Покрыты железистыми волосками, которые выделяют липкую жидкость для ловли и переваривания насекомых. Растение имеет малиново-красную окраску. Цветоносный стебель один, реже два, безлистный. Цветки мелкие, белые, собраны в длинные завитки.

## Место обитания
Обитает преимущественно на верховых, сфагновых болотах, но также может расти на открытых торфяниках и сырых песках. Насекомоядный образ жизни позволяет ей расти даже на участках, не имеющих грунтового водоснабжения, и получать воду только из осадков.